# Avegno (Avegno Gordevio)
Avegno è una frazione di 547 abitanti del comune svizzero di Avegno Gordevio, nel Canton Ticino (distretto di Vallemaggia).

## Geografia fisica
Avegno è situato all'imbocco della valle Maggia.

## Storia
Già comune autonomo che si estendeva per 8,13 km², il 20 aprile 2008 è stato accorpato all'altro comune soppresso di Gordevio per formare il comune di Avegno Gordevio. La fusione è stata decisa da una votazione popolare il 29 aprile 2007 (76% dei votanti favorevoli).

## Monumenti e luoghi d'interesse
- Chiesa dei Santi Luca e Abbondio in località Terra di mezzo[senza fonte], consacrata nel 1313[1];
- Oratorio di Sant'Anna in località Terra di dentro, eretto nella seconda metà del XVII secolo[senza fonte];
- Oratorio della Santissima Trinità in località Terra di fuori, eretto nel 1727[senza fonte];
- Oratorio della Madonna del Rosario in località Pian della Madonna, eretto nel 1684[senza fonte].

## Società

### Evoluzione demografica
L'evoluzione demografica è riportata nella seguente tabella:
Abitanti censiti

## Infrastrutture e trasporti
Dal 1907 al 1965 è stato congiunto con Locarno con la ferrovia Locarno-Ponte Brolla-Bignasco a trazione elettrica, attraverso la stazione di Avegno.

## Amministrazione
Ogni famiglia originaria del luogo fa parte del cosiddetto comune patriziale e ha la responsabilità della manutenzione di ogni bene ricadente all'interno dei confini della frazione. L'ufficio patriziale, rieletto il 26 aprile 2009, è presieduto da Fausto Moretti.